# Vokhid Shodiev
Vokhid Shodiev (9 de novembro de 1986) é um futebolista profissional usbeque que atua como meia-atacante.

## Carreira
Vokhid Shodiev representou a Seleção Usbeque de Futebol na Copa da Ásia de 2015.